# Osmokračnjaci
Osmokračnjaci (Osmerokračnjaci; Octopoda), osmokraki glavonošci iz koljena mekušaca. Postoje dva glavna podreda, 1. Cirrata, s kožicom između krakova oblika kišobrana, i 2. Incirrata kojoj pripadaju klasični oktopodi dna (bentosa), ali i brojne porodice koje plivaju u pelagiju.
Najpoznatiji predstavnik je obična hobotnica (Octopus vulgaris)

## Podjela
Cirrata :
1. Cirroctopodidae Collins & Villenueva, 2006
2. Cirroteuthidae Keferstein, 1866
3. Opisthoteuthidae Verrill, 1896
4. Stauroteuthidae Grimpe, 1916

Incirrata
1. Argonautoidea Cantraine, 1841
2. Octopodoidea d'Orbigny, 1840